# 孔比塔
孔比塔是哥倫比亞的城鎮，位於該國東北部，由博亞卡省負責管轄，距離首府通哈8.5公里，始建於1586年，面積143平方公里，海拔高度2,814米，2005年人口12,752。

## 外部連結
- （西班牙文） Combita official website （页面存档备份，存于）

5°45′N 73°15′W / 5.750°N 73.250°W